# 李公庙
李公庙坐落在中华人民共和国湖南省长沙市长沙县湘龙街道同飞村龙潭山，是一座道教全真派宫观。

## 沿革
2006年，李公庙取得宗教活动场所许可证。

## 殿宇
李公庙主要有：山门、钟楼、鼓楼、真人殿、祖师殿、八仙殿、灵官殿、地神殿等，主要供奉李公真人。